# Ossaea ramboi
Ossaea ramboi är en tvåhjärtbladig växtart som beskrevs av Alexander Curt Brade. Ossaea ramboi ingår i släktet Ossaea och familjen Melastomataceae. Inga underarter finns listade i Catalogue of Life.